# Бієць Сергій Миколайович
Сергі́й Микола́йович Бі́єць (17 червня 1968 , Москва  — 24 березня 2019 , Москва ) — російський політичний діяч лівого спрямування, редактор газети «Робітнича демократія», засновник і лідер Революційної робітничої партії (РРП), у 2014-2015 рр. — секретар ЦК Об'єднаної комуністичної партії (ОКП), учасник оборони Білого дому у вересні-жовтні 1993 року. Додержувався троцькістських переконань.

## Життєпис
Закінчив хіміко-технологічний технікум. У 1990-х та 2000-х роках працював верстальником у друкарні. Політичну кар'єру розпочав у партії Демократичний союз, де входив до фракції комуністів-демократів. Бувши членом ДС, у 1989—1990 роках видавав газету «Привид комунізму».
1990 року створив «Союз комунарів», до якого входили так звані «неавторитарні» ліві, як марксисти, так і анархісти, але незабаром стався розкол. Марксистська частина «Союзу» наприкінці 1990 року була перейменована на Комітет за робітничу демократію та міжнародний соціалізм (КРДМС). З того часу Бієць став редактором газети «Робітнича демократія». У 1991-1993 роках — член Комітету за робітничий інтернаціонал, з якого був виключений під час розколу КРДМС.
У вересні-жовтні 1993 року — активний учасник оборони Білого дому. 
З 1999 — лідер РРП (перейменованої з КРДМС). У 1998-2002 роках — член Міжнародної марксистської тенденції, з якої був виключений під час розколу РРП.
У 2005 році — один з організаторів низки страйків серед робітників будівельної компанії «Дон-Строй».
У 2011—2013 роках разом із РРП — учасник протестів на Болотній площі.
У 2014-2015 роках — секретар ЦК Об'єднаної комуністичної партії по роботі з профспілками та трудовими колективами, член президії ЦК, вийшов із прихильниками з партії під час розколу.
Помер вранці 24 березня 2019 р. внаслідок онкологічного захворювання, що різко розвинулося.
Залишилося троє дітей після трьох шлюбів.
Наслідуючи Троцького, вважав СРСР «деформованою робочою державою».